# 7. dzielnica Paryża

Podział administracyjny 7. dzielnicy Paryża

7. dzielnica Paryża (fr. 7e arrondissement de Paris) – jedna z dwudziestu dzielnic (arrondissement) Paryża, położona na lewym brzegu Sekwany.
Postacią bardzo związaną z 7. dzielnicą jest Édouard Frédéric-Dupont, jej wieloletni mer, zmarły w 1993 roku. W latach 2002 – 2008 merem dzielnicy był Michel Dumont (przedstawiciel prawicowej Unii na rzecz Ruchu Ludowego).
7. dzielnica dzieli się na cztery mniejsze kwartały (quartier):
- Quartier Saint-Thomas-d'Aquin (25. dzielnica Paryża)
- Quartier des Invalides (26. dzielnica Paryża)
- Quartier de l'Ecole-Militaire (27. dzielnica Paryża)
- Quartier du Gros-Caillou (28. dzielnica Paryża)

## Obiekty sakralne
- Kościoły katolickie: Bazylika Sainte Clotilde, Kościół Saint-François-Xavier, Kościół Saint-Thomas-d'Aquin, Kościół Saint-Pierre-du-Gros-Caillou, Dôme des Invalides;
- Kościoły protestanckie: Kościół Saint-Jean (kościół luterański), Pentemont;
- Cerkiew: Katedra Świętej Trójcy.

## Ludzie związani z 7. dzielnicą
- Jules Barbey d’Aurevilly, pisarz, mieszkał na Rue Rousselet.
- Albert Camus, pisarz, mieszkał na Rue Chanaleilles.
- Boniface de Castellane, zbudował Palais Rose na Avenue Foch.
- René Char, poeta, był sąsiadem Alberta Camusa na Rue Chanaleilles.
- Rene de Chambrun, prawnik
- François Coppée, poeta i dramaturg, mieszkał w rezydencji na rue Oudinot 12.
- Charles Dantzig, pisarz, mieszka na rue Saint-Dominique.
- Max Ernst, malarz i rzeźbiarz, mieszkał na rue de Lille od roku 1964 do swojej śmierci w roku 1976.
- Jean-Pierre Faye, pisarz, poeta i filozof, mieszkał na rue Vaneau.
- Suzanne Flon, aktorka, mieszka na rue Vaneau.
- Serge Gainsbourg, kompozytor, piosenkarz i reżyser, od dawna mieszkał (od 1969 do 2 marca 1991) w domu na rue de Verneuil 5 bis.
- André Gide, pisarz, mieszkał na rue Vaneau.
- Jacques Lacan, psychoanalityk, którego firma mieściła się na rue de Lille.
- Karol Marks, teoretyk komunizmu, mieszkał na rue de Lille.
- Philippe Noiret, aktor, mieszkał na rue de Bourgogne.
- Ernest Renan – historyk i filozof, mieszkał na rue Vaneau.
- Emilio Terry, architekt i dekorator.
- Simone Veil, pisarka i polityk, była minister.
- Serge Venturini, poeta, mieszkał na rue Rousselet.

## Główne atrakcje turystyczne
- Wieża Eiffla
- Pole Marsowe
- Hotel Inwalidów,
- siedziba Zgromadzenia Narodowego
- Muzeum d’Orsay
- Musée du quai Branly (sztuki i cywilizacje Afryki, Azji, Oceanii i Ameryk)
- Musée Rodin
- Instytut Nauk Politycznych
- UNESCO
- Most Aleksandra III

## Główne ulice
- Bulwar Saint-Germain
- Boulevard Raspail
- Boulevard des Invalides
- Boulevard de la Tour-Maubourg

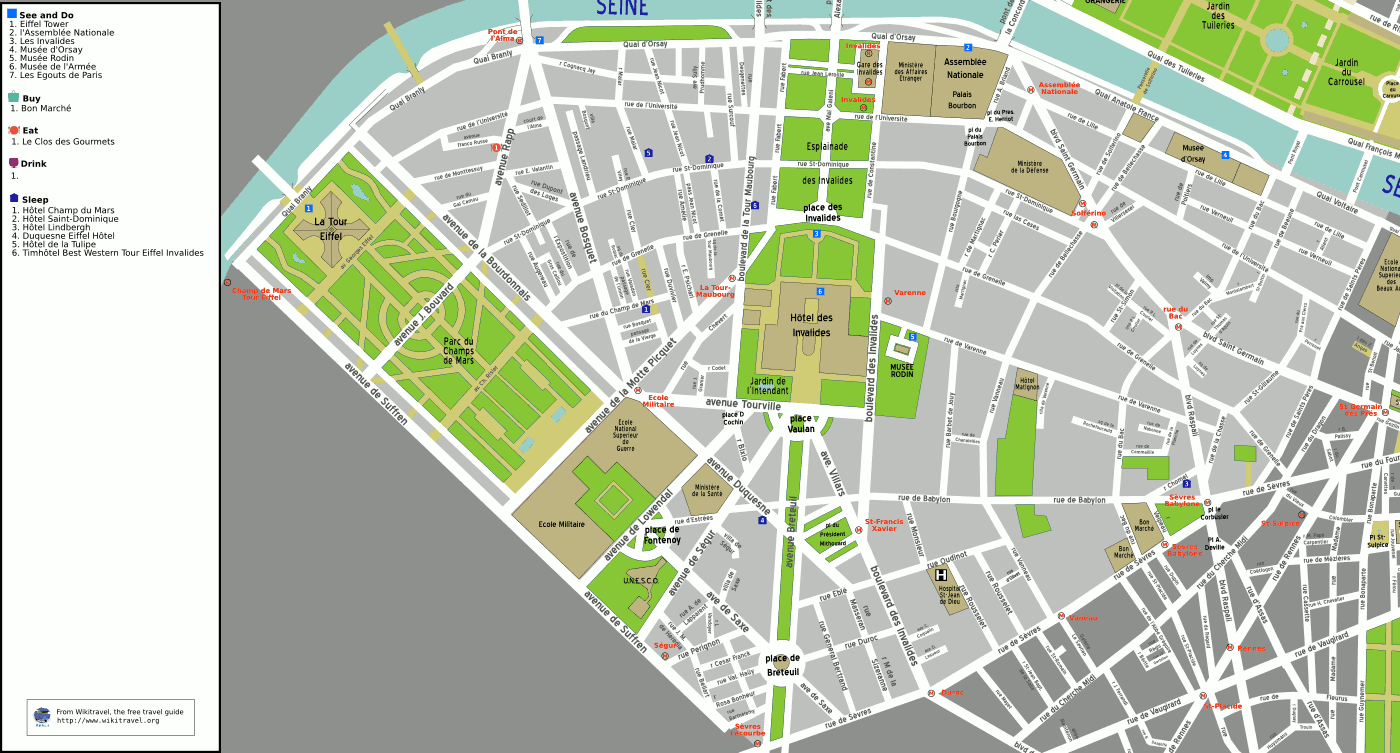
Mapa 7. dzielnicy Paryża

- Avenue de Breteuil i place de Breteuil
- Avenue Rapp
- Avenue Bosquet
- Avenue de La Bourdonnais
- Avenue de Saxe
- Avenue de Segur
- Avenue de Suffren
- Quai Voltaire
- Quai d’Orsay
- Quai Anatole-France
- Place de Fontenoy, siedziba UNESCO
- Rue de Grenelle
- Rue Saint-Guillame

## Transport
- Linia 8 metra w Paryżu (stacje: École Militaire, La Tour-Maubourg i Invalides)
- Linia 10 metra w Paryżu (stacje: Ségur, Duroc, Vaneau i Sèvres – Babylone)
- Linia 12 metra w Paryżu (stacje: Assemblée Nationale, Solférino, Rue du Bac i Sèvres – Babylone)
- Linia 13 metra w Paryżu (stacje: Invalides, Varenne, Saint-François-Xavier i Duroc)
- RER C (stacje: Champ de Mars - Tour Eiffel, Pont de Alma, Invalides i Musée d’Orsay)